# Lassie (1994)
Lassie (bra/prt Lassie) é um filme americano de 1994, do gênero aventura, dirigido por Daniel Petrie.
Conta mais uma aventura da cadela collie, personagem cinematográfica Lassie, criada pelo britânico Eric Knight, em 1938.

## Sinopse
Menino encontra o diário de sua mãe e fica sabendo do sonho que ela tinha de ter uma cachorra da raça Collie e criar ovelhas.

## Elenco
- Haward .... Lassie
- Tom Guiry .... Matthew Turner
- Helen Slater .... Laura Turner
- Jon Tenney .... Steve Turner
- Brittany Boyd .... Jennifer Turner
- Frederic Forrest .... Sam Garland
- Richard Farnsworth .... Len Collins
- Michelle Williams ... April Porter
- Joe Inscoe ... Pete Jarman
- Yvonne Erickson ... Mrs. Jarman
- Clayton Barclay Jones	... Josh Garland
- Charlie Hofheimer ...	Jim Garland
- Jody Smith Strickler	... Mildred Garland
- Margaret Peery ... Sra. Parker
- David Bridgewater ...	Cliente
- Earnest Poole Jr. ...	Patrulheiro rodoviário

## Recepção
Em dezembro de 2013 recebeu 88% no Rotten Tomatoes.

## Prêmios e indicações
| Premiação                | Categoria                       | Recipiente                      | Resultado                   |
| ------------------------ | ------------------------------- | ------------------------------- | --------------------------- |
| Young Artist Awards 1995 | Melhor filme de família - drama | Melhor filme de família - drama | Venceu[carece de fontes?]   |
| Young Artist Awards 1995 | Melhor atriz coadjuvante        | Michelle Williams               | Indicada[carece de fontes?] |